# Paulino Rivero Baute
Paulino Rivero Baute, född 11 februari 1952 i El Sauzal på Teneriffa i Spanien, är en spansk politiker som 11 juli 2007 tillträdde som president över Kanarieöarna.